# Сусамырская долина
Сусамы́рская доли́на (Сусамы́рская котлови́на; кирг. Суусамыр өрөөнү) — межгорная впадина в Тянь-Шане в Кыргызстане. Расположена между Таласским Алатау и Киргизским хребтом на севере, хребтами Сусамыртау и Джумгалтау на юге. Сама долина находится на высоте 2200 метров и окружена горными пиками до 4500 метров, находится на расстоянии 160 км от столицы Кыргызстана г. Бишкека.
Котловина орошается водами рек Сусамыр и Западный Каракол (бассейн Нарына). Днище лежит на высоте 2100—2500 м, частично заболочено. Горные типчаковые и луговые степи используются в качестве пастбищ.
В долине расположен горнолыжный комплекс «Тоо-Ашуу» — прекрасное место для любителей трассового катания.
Также Суусамырская долина известна в среде любителей парапланерного спорта и паратуризма. Высота стартов — на уровне 3000 метров. В долине нет проводов и деревьев, сплошные поля. Поэтому посадки достаточно безопасные.

## Фотогалерея
- Сусамырская долина — статья из Большой советской энциклопедии.